# 엔리코 베를링구에르

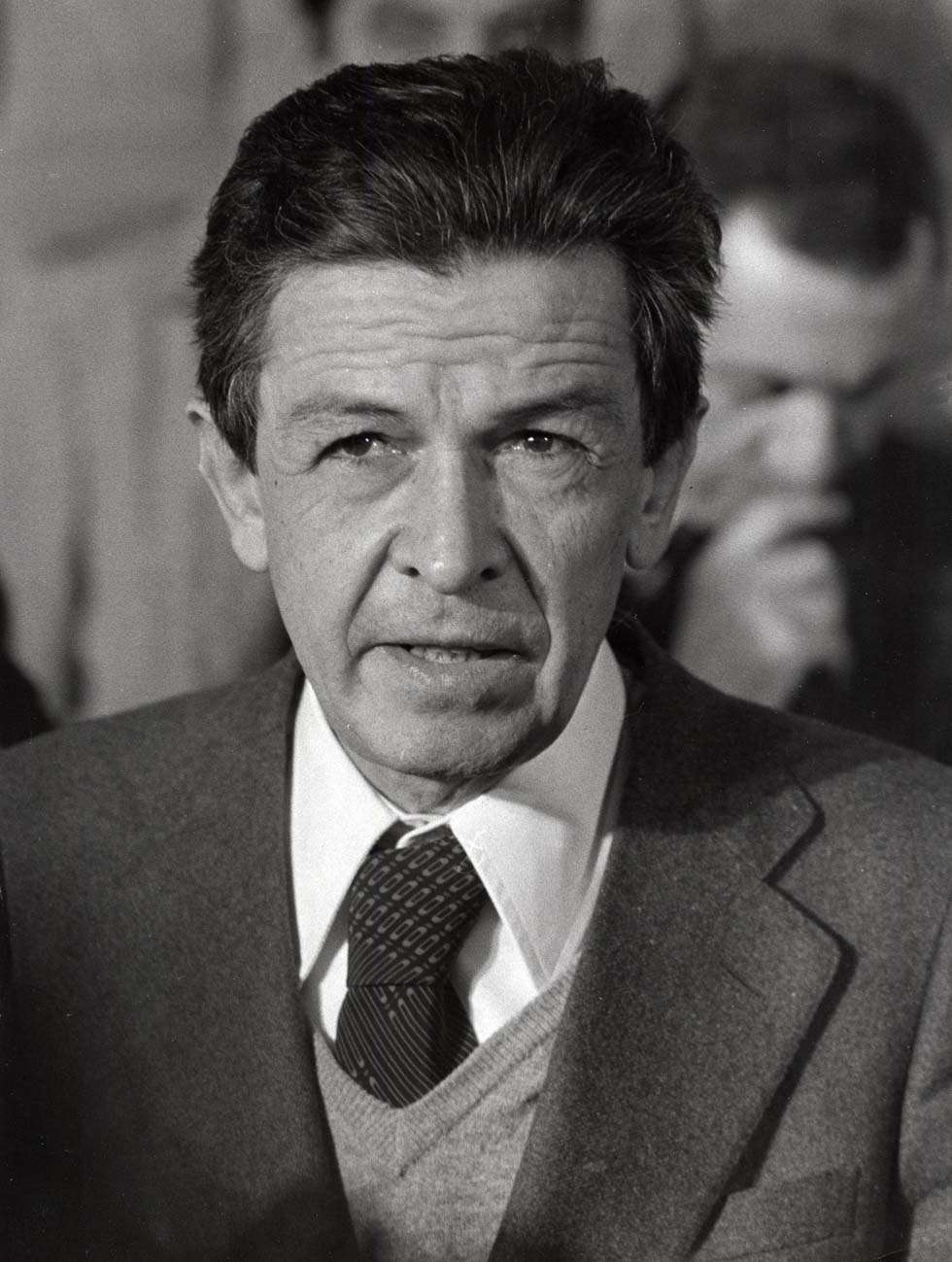
1970년 모습

엔리코 베를링구에르(이탈리아어: Enrico Berlinguer, 1922년 5월 15일~1984년 6월 11일)는 이탈리아의 정치인이다. 이탈리아 공산당 서기를 맡으면서 기독교민주당과 '역사적 타협'을 통해 공조하였다.